# Jara y Sedal
Jara y Sedal es una revista mensual sobre temas relacionados con la caza y la pesca publicada desde el año 2001 en España.

## Descripción
La revista fue fundada en el año 2001, con un título idéntico al de un programa de caza de La 2 de Televisión Española (TVE), Jara y Sedal. Desde sus inicios ha tenido periodicidad mensual.
Manifiestamente contraria y muy hostil a todo el movimiento ecologista, en 2008 pasó a ser editada por la editorial América Ibérica. Es considerada una de las revistas más «representativas» en su género en el país.
En 2013 pasó a ser editada por Innova Ediciones, SL.